# Ladislau Peter
Ladislau Peter (ur. w 1899 w Sfântu Gheorghe, zm. w lipcu 1995 w Timișoarze) – rumuński lekkoatleta, sprinter. Reprezentant kraju podczas igrzysk w Amsterdamie (1928) – odpadł w pierwszej rundzie zarówno biegu na 100, jak i 200 m.
Rekordy życiowe:
- Bieg na 100 metrów – 10,6 (1927)
- Bieg na 200 metrów – 22,2 (1927)